# Angwassag
Angwassag /snags floating in the water, / selo Chippewa Indijanaca koje se nalazilo južnije od zaljeva Saginaw Bay, nedaleko rijeke Shiawassee i blizu St. Charlesa u okrugu Saginaw u Michiganu. Selo je 1894. imalo oko 50 stanovnika. Kod nekih autora Angwasug (Wm. Jones, 1905). 